# Titanio (crambídeos)
Titanio é um gênero de mariposa pertencente à família Crambidae.